# باري ريان
باري ريان (بالإنجليزية: Barry Ryan)‏ (28 أغسطس 1978 في جمهورية أيرلندا - ) هو لاعب كرة قدم أيرلندي في مركز حراسة المرمى. لعب مع باتريك أتلتيك ونادي شامروك روفرز ونادي كلية جامعة دبلن ونادي يميريك وDublin City F.C. ‏ ونادي غالواي ‏ وغالواي يونايتد ‏.

## وصلات خارجية
- باري ريان على موقع قاعدة بيانات كرة القدم.إي يو (الإنجليزية)